# National Medal of Science

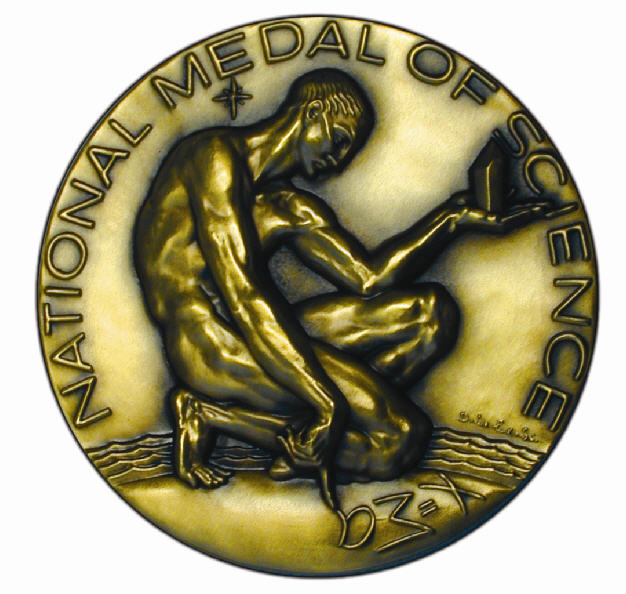
National Medal of Science

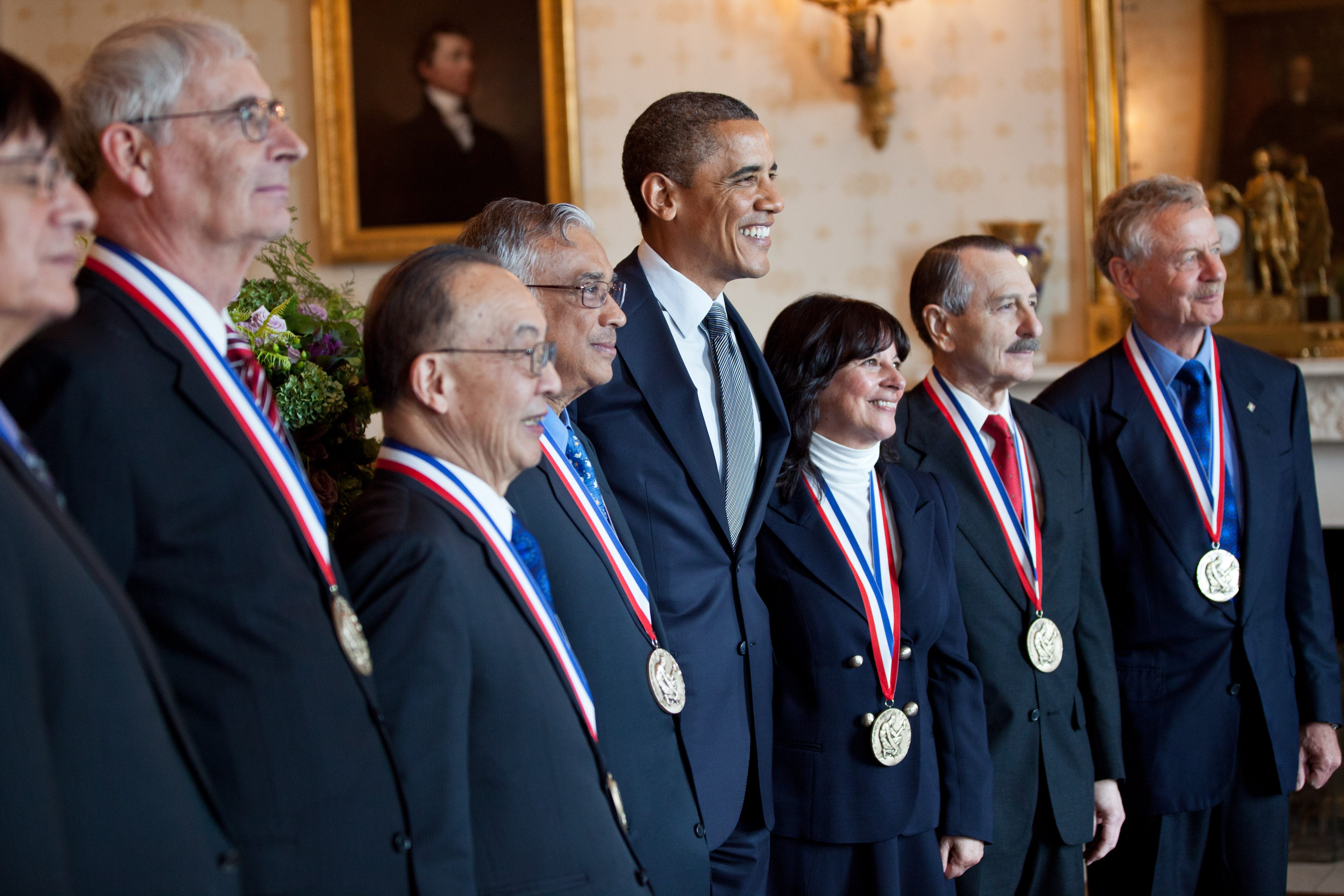
Barack Obama (4. von rechts) mit den Empfängern der National Medal of Science 2010

Die National Medal of Science ist eine Auszeichnung, die vom Präsidenten der Vereinigten Staaten von Amerika pro Jahr an bis zu 20 Wissenschaftler verliehen wird, die herausragende Beiträge zur Weiterentwicklung des Wissens in den Verhaltens- und Sozialwissenschaften, der Biologie, der Chemie, den Ingenieurwissenschaften, der Mathematik und der Physik geleistet haben. Die Medaille, die 1959 gestiftet und vier Jahre später erstmals vergeben wurde, erhielten bis einschließlich der Preisträger für das Jahr 2024 529 Personen.

## Preisträger

### Verhaltens- und Sozialwissenschaften (Behavioral and Social Science)
- 1964: Neal E. Miller
- 1986: Herbert A. Simon
- 1987: Anne Anastasi, George Stigler
- 1988: Milton Friedman
- 1990: Leonid Hurwicz, Patrick Suppes
- 1991: George A. Miller
- 1992: Eleanor J. Gibson
- 1994: Robert K. Merton
- 1995: Roger N. Shepard
- 1996: Paul A. Samuelson
- 1997: William K. Estes
- 1998: William Julius Wilson
- 1999: Robert M. Solow
- 2000: Gary Becker
- 2003: Duncan Luce
- 2004: Kenneth Arrow
- 2005: Gordon H. Bower
- 2008: Michael Posner
- 2009: Mortimer Mishkin
- 2011: Anne Treisman
- 2012: Robert Axelrod
- 2014: Albert Bandura
- 2022: Huda Akil, Shelley Taylor
- 2024: Larry Martin Bartels

### Biologie (Biological Sciences)
- 1963: Cornelis Bernardus van Niel
- 1964: Theodosius Dobzhansky, Marshall Warren Nirenberg
- 1965: Francis Peyton Rous, George Gaylord Simpson, Donald Van Slyke,
- 1966: Edward F. Knipling, Fritz Albert Lipmann, William Rose, Sewall Wright
- 1967: Kenneth Stewart Cole, Harry Harlow, Michael Heidelberger, Alfred Sturtevant
- 1968: Horace Albert Barker, Bernard B. Brodie, Detlev Wulf Bronk, Jay Lush, B. F. Skinner
- 1969: Robert J. Huebner, Ernst Mayr
- 1970: Barbara McClintock, Albert Sabin
- 1973: Daniel I. Arnon, Earl Wilbur Sutherland
- 1974: Britton Chance, Erwin Chargaff, James V. Neel, James A. Shannon
- 1975: Hallowell Davis, Paul Gyorgy, Sterling Hendricks, Orville Vogel
- 1976: Roger Guillemin, Keith R. Porter, Efraim Racker, Edward O. Wilson
- 1979: Robert H. Burris, Elizabeth C. Crosby, Arthur Kornberg, Severo Ochoa, Earl R. Stadtman, George Ledyard Stebbins, Paul Alfred Weiss
- 1981: Philip Handler
- 1982: Seymour Benzer, Glenn W. Burton, Mildred Cohn
- 1983: Howard L. Bachrach, Paul Berg, Wendell L. Roelofs, Berta Scharrer
- 1986: Stanley Cohen, Donald A. Henderson, Vernon Mountcastle, George Emil Palade, Joan A. Steitz
- 1987: Michael Ellis DeBakey, Theodor O. Diener, Harry Eagle, Har Gobind Khorana, Rita Levi-Montalcini
- 1988: Michael Stuart Brown, Stanley Norman Cohen, Joseph L. Goldstein, Maurice R. Hilleman, Eric Kandel, Rosalyn Sussman Yalow
- 1989: Katherine Esau, Viktor Hamburger, Philip Leder, Joshua Lederberg, Roger Sperry, Harland G. WoodJoshua Lederberg (rechts) erhält die National Medal of Science von Präsident George H. W. Bush (1989)

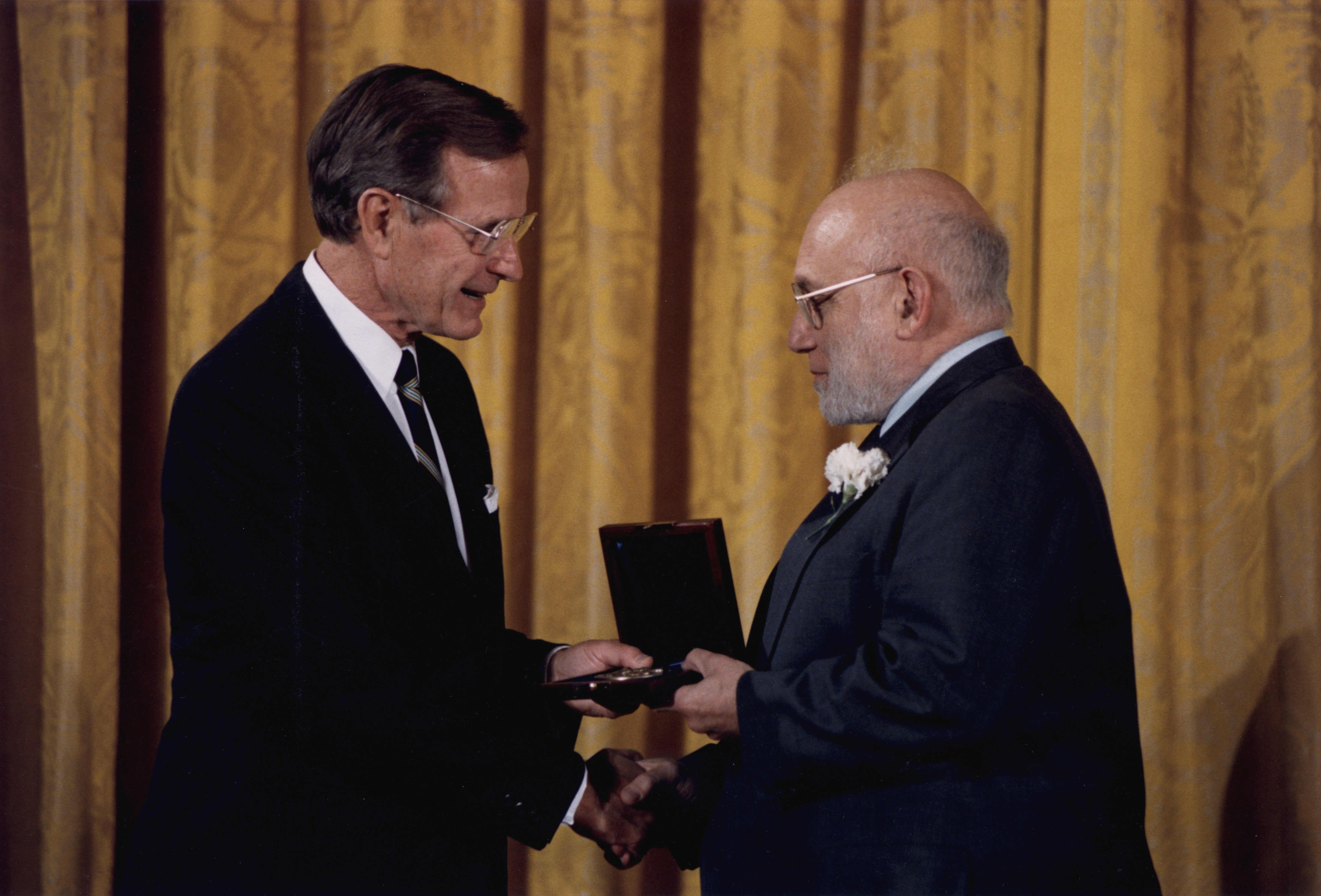
Joshua Lederberg (rechts) erhält die National Medal of Science von Präsident George H. W. Bush (1989)

- 1990: Baruj Benacerraf, Herbert W. Boyer, Daniel E. Koshland, Edward B. Lewis, David G. Nathan, Edward Donnall Thomas
- 1991: Mary Ellen Avery, George Evelyn Hutchinson, Elvin A. Kabat, Robert W. Kates, Salvador Edward Luria, Paul A. Marks, Folke Skoog, Paul Zamecnik
- 1992: Maxine Singer, Howard M. Temin
- 1993: Salome Gluecksohn-Waelsch, Daniel Nathans
- 1994: Thomas Eisner, Elizabeth F. Neufeld
- 1995: Alexander Rich
- 1996: Ruth Patrick
- 1997: James Watson, Robert Allan Weinberg
- 1998: Bruce Ames, Janet Rowley
- 1999: David Baltimore, Jared Diamond, Lynn Margulis
- 2000: Nancy Andreasen, Peter H. Raven, Carl Woese
- 2001: Francisco J. Ayala, George Fletcher Bass, Mario Capecchi, Ann M. Graybiel, Gene Likens, Victor Almon McKusick, Harold E. VarmusEvelyn M. Witkin erhält die National Medal of Science von Präsident George W. Bush (2002)

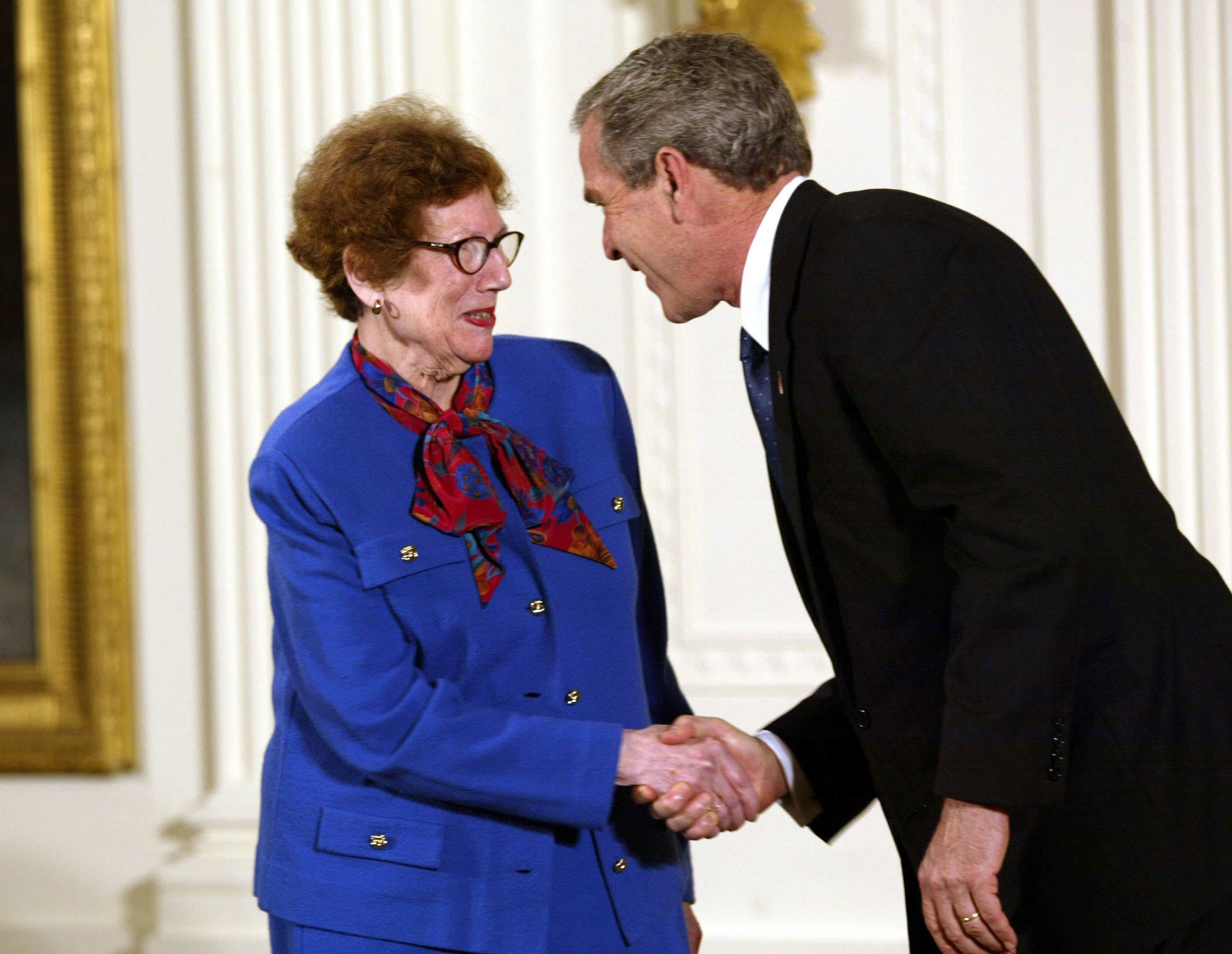
Evelyn M. Witkin erhält die National Medal of Science von Präsident George W. Bush (2002)

- 2002: James E. Darnell, Evelyn M. Witkin
- 2003: John Michael Bishop, Solomon H. Snyder, Charles Yanofsky
- 2004: Norman Borlaug, Phillip Allen Sharp, Thomas E. Starzl
- 2005: Anthony Fauci, Torsten N. Wiesel
- 2006: Rita R. Colwell, Nina Fedoroff, Lubert Stryer
- 2007: Robert Lefkowitz, Bert W. O’Malley
- 2008: Francis Collins, Elaine Fuchs, Craig Venter
- 2009: Susan Lindquist, Stanley Prusiner
- 2010: Ralph L. Brinster, Rudolf Jaenisch
- 2011: Sallie Chisholm, Leroy Hood, Lucy Shapiro
- 2012: Bruce Alberts, May Berenbaum
- 2013: Rakesh K. Jain
- 2014: Stanley Falkow, Mary-Claire King, Simon Levin
- 2022: Gebisa Ejeta, Eve Marder, Gregory Petsko, Sheldon Weinbaum
- 2024: Bonnie L. Bassler,  Helen M. Blau,  Emery Neal Brown,  G. David Tilman,  Teresa Kaye Woodruff

### Chemie (Chemistry)
- 1964: Roger Adams
- 1982: Frank Albert Cotton, Gilbert Stork
- 1983: Roald Hoffmann, George C. Pimentel, Richard N. Zare
- 1986: Harry B. Gray, Yuan T. Lee, Carl S. Marvel, Frank Westheimer
- 1987: William Summer Johnson, Walter H. Stockmayer, Max Tishler
- 1988: William O. Baker, Konrad Bloch, Elias James Corey
- 1989: Richard Barry Bernstein, Melvin Calvin, Rudolph Arthur Marcus, Harden M. McConnell
- 1990: Elkan Blout, Karl August Folkers, John D. Roberts
- 1991: Ronald Breslow, Gertrude Belle Elion, Dudley R. Herschbach, Glenn T. Seaborg
- 1992: Howard E. Simmons
- 1993: Donald J. Cram, Norman Hackerman
- 1994: George S. Hammond
- 1995: Thomas R. Cech, Isabella Karle
- 1996: Norman Davidson
- 1997: Darleane C. Hoffman, Harold S. Johnston
- 1998: John W. Cahn, George Whitesides
- 1999: Stuart A. Rice, John Ross, Susan Solomon
- 2000: John D. Baldeschwieler, Ralph Hirschmann
- 2001: Ernest R. Davidson, Gábor A. Somorjai
- 2002: John I. Brauman
- 2004: Stephen Lippard
- 2005: Tobin Marks
- 2006: Marvin H. Caruthers, Peter Dervan
- 2007: Mostafa El-Sayed
- 2008: Joanna Fowler, JoAnne Stubbe
- 2009: Stephen J. Benkovic, Marye Anne Fox
- 2010: Jacqueline K. Barton, Peter J. Stang
- 2011: Allen J. Bard, Frederick Hawthorne
- 2012: Judith Klinman, Jerrold Meinwald
- 2013: Geraldine L. Richmond
- 2014: A. Paul Alivisatos

### Ingenieurwissenschaften (Engineering)
- 1962: Theodore von Kármán
- 1963: Vannevar Bush, John R. Pierce
- 1964: Othmar Ammann, Charles Stark Draper
- 1965: Hugh Latimer Dryden, Clarence Johnson, Warren Lewis
- 1966: Claude Shannon
- 1967: Edwin Herbert Land, Igor Iwanowitsch Sikorski
- 1968: John Presper Eckert, Nathan M. Newmark
- 1969: Jack Kilby
- 1970: George E. Mueller
- 1973: Harold Eugene Edgerton, Richard T. Whitcomb
- 1974: Rudolf Kompfner, Ralph Brazelton Peck, Abel Wolman
- 1975: Manson Benedict, Wernher von Braun, William Hayward Pickering, Frederick Terman
- 1976: Morris Cohen, Peter Carl Goldmark, Erwin Wilhelm Müller
- 1979: Emmett Leith, Raymond D. Mindlin, Robert Noyce, Earl R. Parker, Simon Ramo
- 1982: Ed Heinemann, Donald L. Katz
- 1983: William Hewlett, George Michael Low, John G. Trump
- 1986: Hans Liepmann, Tung-Yen Lin, Bernard M. Oliver
- 1987: Robert Byron Bird, Harry Bolton Seed, Ernst Weber
- 1988: Daniel Drucker, Willis Hawkins, George W. Housner
- 1989: Harry George Drickamer, Herbert Grier
- 1990: Mildred Dresselhaus, Nick Holonyak
- 1991: George H. Heilmeier, Luna Bergere Leopold, Guyford Stever
- 1992: Calvin Quate, John Roy Whinnery
- 1993: Alfred Y. Cho
- 1994: Ray W. Clough
- 1995: Hermann A. Haus
- 1996: James L. Flanagan, C. Kumar N. Patel
- 1998: Eli Ruckenstein
- 1999: Kenneth N. Stevens
- 2000: Yuan-Cheng Fung
- 2001: Andreas Acrivos
- 2002: Leo Beranek
- 2003: John Prausnitz
- 2004: Edwin N. Lightfoot
- 2005: Jan D. Achenbach
- 2006: Robert Langer
- 2007: David Wineland
- 2008: Rudolf Kálmán
- 2009: Amnon Yariv
- 2010: Shu Chien
- 2011: John B. Goodenough
- 2012: Thomas Kailath
- 2022: Subra Suresh
- 2024:  Angela Marie Belcher

### Mathematik und Informatik (Mathematics and Computer Science)
- 1963: Norbert Wiener
- 1964: Solomon Lefschetz, Harold Calvin Marston Morse
- 1965: Oscar Zariski
- 1966: John Willard Milnor
- 1967: Paul Cohen
- 1968: Jerzy Neyman
- 1969: William Feller
- 1970: Richard Brauer
- 1973: John W. Tukey
- 1974: Kurt Gödel
- 1975: John W. Backus, Shiing-Shen Chern, George Dantzig
- 1976: Kurt Friedrichs, Hassler Whitney
- 1979: Joseph L. Doob, Donald E. Knuth
- 1982: Marshall Harvey Stone
- 1983: Herman H. Goldstine, Isadore M. Singer
- 1986: Peter Lax, Antoni Zygmund
- 1987: Raoul Bott, Michael Freedman
- 1988: Ralph E. Gomory, Joseph B. Keller
- 1989: Samuel Karlin, Saunders Mac Lane, Donald Spencer
- 1990: George F. Carrier, Stephen Cole Kleene, John McCarthy
- 1991: Alberto Calderón
- 1992: Allen Newell
- 1993: Martin Kruskal
- 1994: John Cocke
- 1995: Louis Nirenberg
- 1996: Richard M. Karp, Stephen Smale
- 1997: Shing-Tung Yau
- 1998: Cathleen Synge Morawetz
- 1999: Felix Browder, Ronald Coifman
- 2000: John Griggs Thompson, Karen Uhlenbeck
- 2001: C. R. Rao, Elias Stein
- 2002: James Glimm
- 2003: Carl de Boor
- 2004: Dennis Sullivan
- 2005: Bradley Efron
- 2006: Hyman Bass
- 2007: Leonard Kleinrock, Andrew J. Viterbi
- 2009: David Bryant Mumford
- 2010: Richard A. Tapia, S. R. Srinivasa Varadhan
- 2011: Solomon W. Golomb, Barry Mazur
- 2012: David Blackwell (posthum), Alexandre Chorin
- 2013: Michael Artin
- 2024: Ingrid Daubechies, Cynthia Dwork

### Naturwissenschaften (Physical Sciences)
- 1963: Luis Walter Alvarez
- 1964: Julian Seymour Schwinger, Harold C. Urey, Robert B. Woodward
- 1965: John Bardeen, Peter Debye, Leon Max Lederman, William Walden Rubey
- 1966: Jacob Bjerknes, Subrahmanyan Chandrasekhar, Henry Eyring, John Hasbrouck Van Vleck, Vladimir Zworykin
- 1967: Jesse W. Beams, Albert Francis Birch, Gregory Breit, Louis Plack Hammett, George Bogdan Kistiakowsky
- 1968: Paul Doughty Bartlett, Herbert Friedman, Lars Onsager, Eugene Paul Wigner
- 1969: Herbert Charles Brown, Wolfgang Panofsky
- 1970: Robert Henry Dicke, Allan Rex Sandage, John C. Slater, John Archibald Wheeler, Saul Winstein
- 1973: Carl Djerassi, Maurice Ewing, Arie Jan Haagen-Smit, Vladimir Haensel, Frederick Seitz, Robert R. Wilson
- 1974: Nicolaas Bloembergen, Paul Flory, William Alfred Fowler, Linus Pauling, Kenneth Sanborn Pitzer
- 1975: Hans Bethe, Joseph O. Hirschfelder, Lewis Hastings Sarett, Edgar Bright Wilson, Chien-Shiung Wu
- 1976: Samuel Abraham Goudsmit, Herbert S. Gutowsky, Frederick D. Rossini, Verner E. Suomi, Henry Taube, George Eugene Uhlenbeck
- 1979: Richard Feynman, Hermann F. Mark, Edward Mills Purcell, John H. Sinfelt, Lyman Spitzer, Victor Weisskopf
- 1982: Philip Warren Anderson, Yōichirō Nambu, Edward Teller, Charles Hard Townes
- 1983: Margaret Burbidge, Maurice Goldhaber, Helmut Landsberg, Walter Munk, Frederick Reines, Bruno Rossi, John Robert Schrieffer
- 1986: Solomon J. Buchsbaum, H. Richard Crane, Herman Feshbach, Robert Hofstadter, Chen Ning Yang
- 1987: Philip Hauge Abelson, Walter Elsasser, Paul Christian Lauterbur, George E. Pake, James Van Allen
- 1988: David Allan Bromley, Chu Ching-wu, Walter Kohn, Norman Ramsey, Jack Steinberger
- 1989: Arnold Orville Beckman, Eugene N. Parker, Robert P. Sharp, Henry Stommel
- 1990: Allan McLeod Cormack, Edwin Mattison McMillan, Robert Pound, Roger Revelle
- 1991: Arthur Leonard Schawlow, Edward C. Stone, Steven Weinberg
- 1992: Eugene Shoemaker
- 1993: Val Fitch, Vera Rubin
- 1994: Albert Overhauser, Frank Press
- 1995: Hans Georg Dehmelt, Peter Goldreich
- 1996: Wallace Broecker
- 1997: Marshall Rosenbluth, Martin Schwarzschild, George Wetherill
- 1998: Don L. Anderson, John N. Bahcall
- 1999: James Cronin, Leo Kadanoff
- 2000: Willis Eugene Lamb, Jeremiah P. Ostriker, Gilbert F. White
- 2001: Marvin Cohen, Raymond Davis junior, Charles David Keeling
- 2002: Richard Garwin, W. Jason Morgan, Edward Witten
- 2003: Brent Dalrymple, Riccardo Giacconi
- 2004: Robert N. Clayton
- 2005: Ralph Alpher, Lonnie G. Thompson
- 2006: Daniel Kleppner
- 2007: Fay Ajzenberg-Selove, Charles P. Slichter
- 2008: Bernie Alder, James E. Gunn
- 2009: Yakir Aharonov, Esther M. Conwell, Warren M. Washington
- 2011: Sidney Drell, Sandra Moore Faber, Sylvester James Gates
- 2012: Burton Richter, Sean Solomon
- 2014: Shirley Ann Jackson
- 2022: Barry Barish, Myriam Sarachik
- 2024: Richard B. Alley, John O. Dabiri, R. Lawrence Edwards, Wendy L. Freedman, Keivan G. Stassun